# Schwarzer Tag
Schwarzer Tag bezeichnet redensartlich einen Unglückstag, meist im Sinne einer Verkettung negativer Ereignisse. 
Die Herkunft der Redensart lässt sich auf das lateinische dies ater (dies: Tag, ater: schwarz / glanzlos) zurückführen. Im Imperium Romanum wurde bei schweren Niederlagen des Heeres – so zum Beispiel in den Schlachten von Cannae oder Allia – vom „dies ater“ gesprochen. An Tagen nach derartigen Niederlagen ruhten in der Regel die Amtsgeschäfte. Kulturell steht Schwarz in der westlichen Welt unter anderem für Trauer, für das Böse oder für eine Bedrohung.
Beispielhaft für einen Schwarzen Tag mit einer Häufung negativer Vorkommnisse kann der 27. Oktober 1962 stehen, der Höhepunkt der Kubakrise, der als „Schwarzer Samstag“ in die Geschichte einging. An diesem Tag wurde eine U-2 über Kuba abgeschossen, in den USA ein Nuklearwaffentest durchgeführt und ein sowjetisches atomwaffenbestücktes U-Boot von US-Marineeinheiten beschossen. An diesem Samstag stand die Welt so dicht vor einem Atomkrieg wie nie zuvor und auch nie danach.
Der 16. September 1992, als in Großbritannien die Pfundkrise eskalierte, wird auch Schwarzer Mittwoch genannt.
Weitere bekannte Schwarze Tage sind unter anderem:
- Börsenbezogen:
  - Schwarzer Montag – 19. Oktober 1987, Börsenkrach
  - Schwarzer Dienstag – 29. Oktober 1929, Börsenkrise fünf Tage nach dem Schwarzen Donnerstag, Beginn der Großen Depression
  - Schwarzer Mittwoch – 16. September 1992, Börsenkrise im Europäischen Währungssystem (EWS)
  - Schwarzer Donnerstag – 24. Oktober 1929, Auftakt zum folgenreichsten Börsenkrach der Geschichte
  - Schwarzer Freitag, Börsenkrisen in verschiedenen Jahren, die erste am 24. September 1869
- Politikgeschichte:
  - Schwarzer Tag des deutschen Heeres am 8. August 1918, Auftakt der alliierten Schlussoffensive
  - Brandanschlag von Sivas am 2. Juli 1993, gilt in der Türkei und bei den Aleviten als Schwarzer Tag (Schwarzer Freitag)
  - Schwarzer Samstag  am 6. Dezember 1975, Anfangsstadium des Libanesischen Bürgerkrieges
  - Schwarzer Samstag am 27. Oktober 1962 während der Kubakrise
  - Schwarzer Samstag der tunesischen Studentenrevolte am 5. Februar 1972
- Als Filmtitel:
  - Schwarzer Sonntag 1977 gedreht von John Frankenheimer nach einem Roman von Thomas Harris

In Südkorea ist der 14. April der Schwarze Tag und ergänzt den westlichen Valentinstag (14. Februar) und den japanischen White Day (14. März). Wer an diesen Tagen leer ausging, isst am „Black Day“ zum Trost ein als Jajangmyeon bekanntes Nudelgericht.